# Culis monumentalibus

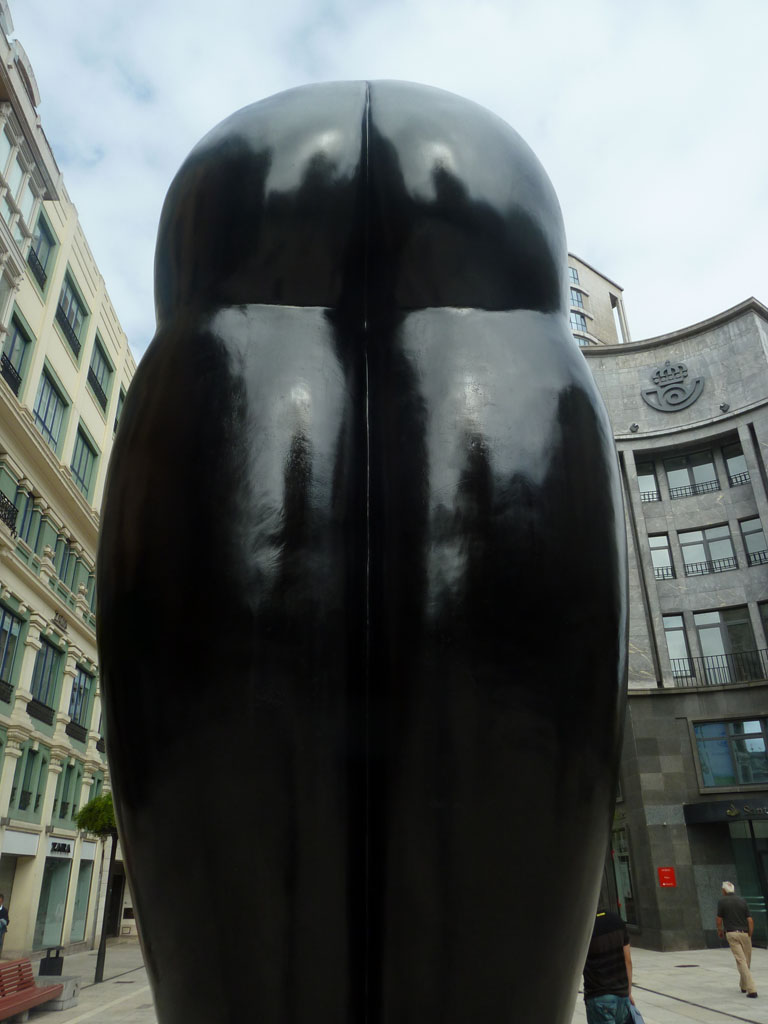
Vista de Culis monumentalibus.

La escultura urbana conocida como Culis monumentalibus, ubicada en la calle Pelayo, frente al teatro Campoamor, en la ciudad de Oviedo, Principado de Asturias, España, es una de las más de un centenar que adornan las calles de la mencionada ciudad española.
El paisaje urbano de esta ciudad,se ve adornado por obras escultóricas, generalmente monumentos conmemorativos dedicados a personajes de especial relevancia en un primer momento, y más puramente artísticas desde finales del siglo XX. La idea de instalar esta escultura está directamente relacionada con la iniciativa desde la década de los años noventa del siglo XX puso en marcha el equipo de gobierno del Ayuntamiento de Oviedo, con la finalidad de crear un museo al aire libre en la ciudad.
La escultura, que lleva el nombre en latín, hecha en bronce embetunado en negro (la figura, que tiene cuatro metros de altura) y granito (el pedestal, que cuenta con 80 centímetros de altura), es obra de Eduardo Úrculo, y está datada en 2001. La obra representa un culo de monumental proporción,  que, sobre unas nalgas redondeadas, repetido por ambas caras, está elevado sobre una peana de granito. El título fue tomado por Úrculo de un artículo de Camilo José Cela, publicado en 1977 en el que hace mención de la “pasión” de Úrculo de pintar culos.
Ha sido una escultura que no ha dejado indiferente a nadie, los hay detractores de su instalación y también los hay acérrimos defensores, llegando la polémica de los conciudadanos de Oviedo a convertirse en tema de tertulias y de columnas de opinión de algún que otro medio de comunicación.